# Jesse James
Jesse Woodson James (n. 5 septembrie 1847, Kearney⁠(d), Missouri, SUA – d. 3 aprilie 1882, St. Joseph⁠(d), Missouri, SUA) a fost un bandit american, spărgător de bănci și atacator de trenuri, membru al gherilei și conducător al bandei James – Younger (împreună cu fratele său Frank James). Crescut în zona „Little Dixie” din vestul statului Missouri, James și familia sa au avut puternice simpatii sudiste. El și fratele său Frank James s-au alăturat gherilelor pro-confederate, cunoscute sub numele de „"bushwhackers (bătăușii)” care au operat în Missouri și Kansas în timpul războiului civil american. Ca adepți ai lui William Quantrill și „Bloody Bill” Anderson, aceștia au fost acuzați de săvârșirea unor atrocități împotriva soldaților Uniunii și a aboliționiștilor civili, inclusiv pentru masacrul din Centralia din 1864.